# Комано (Тоскана)
Комано (італ. Comano) — муніципалітет в Італії, у регіоні Тоскана, провінція Масса-Каррара.
Комано розташоване на відстані близько 330 км на північний захід від Рима, 105 км на північний захід від Флоренції, 28 км на північ від Масси.

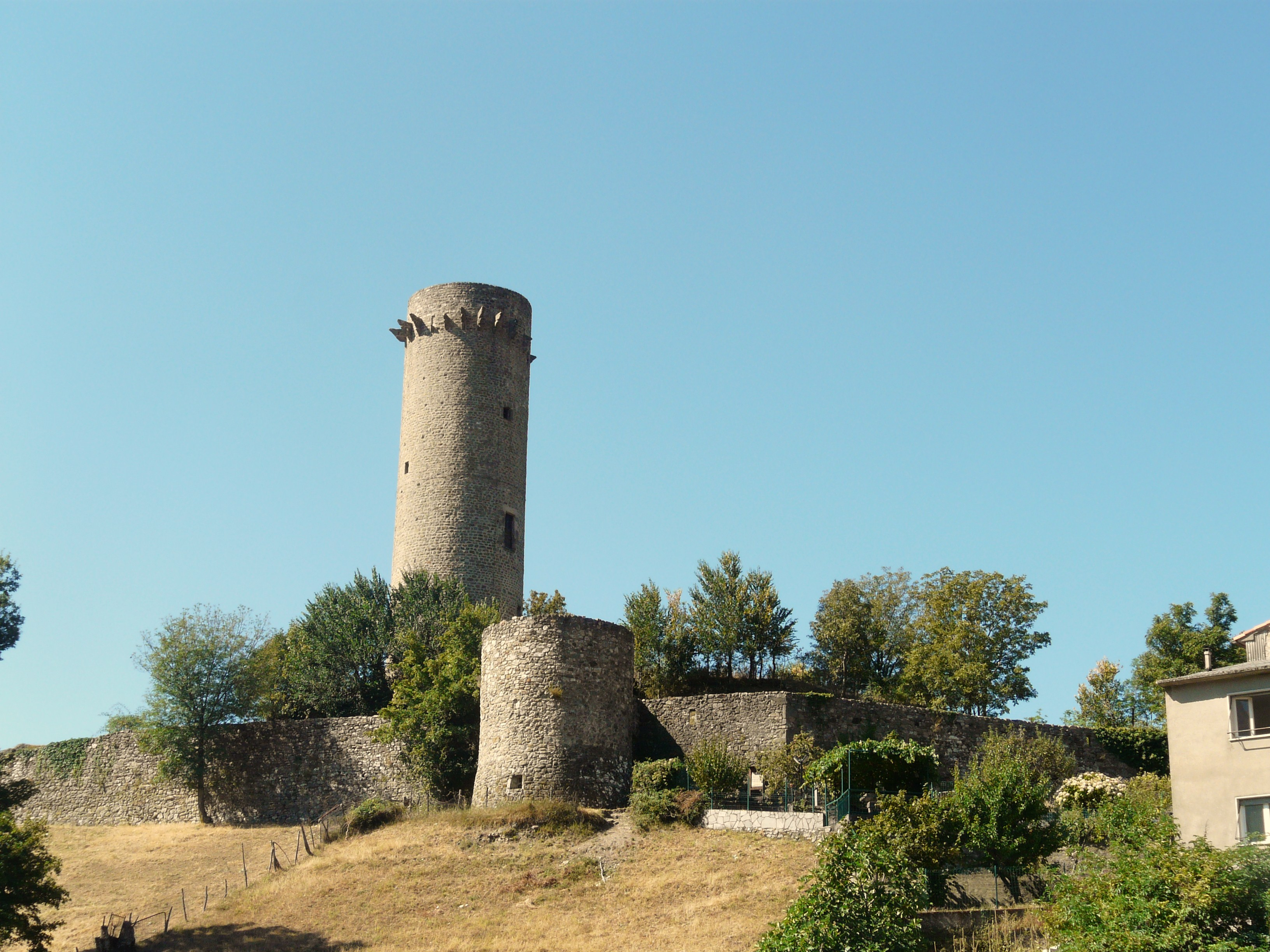

Населення — 744 особи (2014).

## Демографія
Населення за роками:

Станом на 1 січня 2023 року в муніципалітеті офіційно проживало 80 іноземців з 13 країн, серед них 43 громадяни країн Євросоюзу та 1 громадянин України.

## Сусідні муніципалітети
- Колланья
- Фівіццано
- Ліччана-Нарді
- Монкьо-делле-Корті
- Рамізето